# Vladimír Weiss (Fußballspieler, 1939)
Vladimír Weiss (* 21. September 1939 in Vrútky, Slowakischer Staat; † 23. April 2018) war ein tschechoslowakischer Fußballspieler und -trainer.

## Spielerkarriere

### Vereine
Weiss begann mit dem Fußballspielen bei Lokomotíva Vrútky. 1958 wechselte der Abwehrspieler zu ČH Bratislava, mit dem er sogleich tschechoslowakischer Meister wurde. 1962 wechselte die Fußballmannschaft des ČH Bratislava komplett zu Inter Bratislava, so dass der Abwehrspieler seine Karriere dort fortsetzte. 1969, nach 236 Erstligaspielen und sechs Toren wechselte Weiss zum damaligen Drittligisten Baník Prievidza. Seine Karriere beendete er bei Trnávka.

### Nationalmannschaft
Weiss debütierte am 17. Mai 1964 in der tschechoslowakischen Nationalmannschaft, die in Prag mit 2:3 gegen Jugoslawien verlor. Danach spielte er noch zwei Mal für die Tschechoslowakei: beim 0:1 in Bratislava gegen Portugal am 25. April 1965 und beim 3:1-Erfolg über Rumänien am 19. September 1965 in Prag.
Bei den Olympischen Spielen 1964 in Tokio gewann Weiss mit der tschechoslowakischen Mannschaft die Silbermedaille.

## Trainerkarriere
Weiss trainierte die Mannschaften von Trnávka, Rapid Bratislava, Slovenský Grob, Pezinok und Limbach.

## Sonstiges
Weiss’ gleichnamiger Sohn ist ehemaliger Fußballspieler und ehemaliger Trainer der slowakischen Nationalmannschaft. Sein gleichnamiger Enkel ist ebenfalls Profifußballer und slowakischer Nationalspieler.